# O, öppna ditt hjärta för Herren
O, öppna ditt hjärta för Herren är en psalmtext av en ännu oidentifierad svensk psalmförfattare. Psalmen har åtta 4-radiga verser utom i versionen av Emil Gustafson där han behöll 7 bearbetade verser för Hjärtesånger 1892 och Hjärtesånger 1895. Men den hade då varit publicerad i Östra Smålands Missionsblad 1883:10. 
Melodin (f-moll 6/4-dels takt) är densamma som till Se, vi går upp till Jerusalem nr 135 i Den svenska psalmboken 1986 eller den ännu välkända folkvisan Till Österland vill jag fara, vilken finns nedtecknad i Arrebos psaltare år 1627.

## Publicerad i
- Östra Smålands Missionsblad 1883:10 enligt Oscar Lövgrens Psalm- och sånglexikon, 1964.
- Det glada budskapet 1890 som nr 20.
- Herde-Rösten 1892 som nr 554, 7 verser under rubriken Väckelse.
- Hjärtesånger 1895 som nr 24, 7  bearbetade verser under rubriken Väckelse- och Inbjudningssånger. Även med i Hjärtesångers första upplaga 1892 enligt Oscar Lövgren.
- Samlingstoner 1919 som nr 54, 8 verser under rubriken Väckelsesånger.
- Fridstoner 1926 som nr 108 under rubriken Frälsnings- och helgelsesånger.
- Sionstoner 1935 nr 615 under rubriken Ungdom.
- Sions Sånger 1951 som nr 169.
- Sions Sånger 1981 som nr 75 under rubriken Nådekallelsen.
- Lova Herren 1988 som nr 756, 8 verser under rubriken Barn och ungdom.